# روبين ميلر
روبين ميلر (بالإنجليزية: Robyn Miller)‏ هو مصمم ألعاب وملحن أمريكي وبريطاني، ولد في 6 أغسطس 1966 في دالاس في الولايات المتحدة.

## وصلات خارجية
- الموقع الرسمي
- روبين ميلر على موقع IMDb (الإنجليزية)
- روبين ميلر على موقع ميتاكريتيك (الإنجليزية)
- روبين ميلر على موقع روتن توميتوز (الإنجليزية)
- روبين ميلر على موقع ميوزك برينز (الإنجليزية)
- روبين ميلر على موقع أول موفي (الإنجليزية)
- روبين ميلر على موقع أول ميوزيك (الإنجليزية)
- روبين ميلر على موقع ديسكوغز (الإنجليزية)
- روبين ميلر على موقع قاعدة بيانات الفيلم (الإنجليزية)